# Might and Magic X: Legacy
Might and Magic X: Legacy – komputerowa gra fabularna stworzona przez studio Limbic Entertainment, której premiera odbyła się 23 stycznia 2014 roku. Gra została wydana przez firmę Ubisoft.
Akcja gry toczy się w świecie Ashan i kontynuuje wątki z gry Might & Magic Heroes VI. Gra została oficjalnie zapowiedziana 21 marca 2013 roku. Głównym celem twórców było stworzenie gry, w której rozgrywka byłaby podobna do starszych odsłon serii. Oceny przyznane przez recenzentów branżowych były przeciętne.

## Rozgrywka
Might and Magic X: Legacy to komputerowa gra fabularna, której mechanika jest zbliżona do starszych odsłon serii. Gra rozpoczyna się od stworzenia czteroosobowej drużyny, gdzie gracz może wybrać między innymi rasę i klasę bohaterów. Wszystkie lokacje zostały podzielone na kwadraty, a każdy ruch powoduje przemieszczenie całej drużyny na sąsiadujące pole. Podczas spotkań z przeciwnikami, walka odbywa się turowo. Drużyna zdobywa nowe przedmioty, pieniądze i doświadczenie wraz z zabijaniem kolejnych wrogów.

## Produkcja
Might and Magic X: Legacy zostało oficjalnie zapowiedziane 21 marca 2013 roku przez Ubisoft. Twórcy wzorowali się na Might and Magic IV: Clouds of Xeen i Might and Magic V: Darkside of Xeen, przy czym jednocześnie chcieli stworzyć przejrzysty i łatwy w użyciu interfejs. Każdy kto kupił grę w przedsprzedaży, miał dostęp do pierwszego aktu w ramach „wczesnego dostępu” od 19 sierpnia 2013.

## Odbiór gry
Might and Magic X: Legacy otrzymała zróżnicowane oceny od krytyków gier, uzyskując średnią ocen wynoszącą 70/100 punktów w serwisie Metacritic. Chwalono powrót do korzeni serii, a negatywnie oceniono błędy techniczne i fabułę. Redakcja serwisu Gry-Online w 2014 roku przyznała Might and Magic X: Legacy 70. miejsce na liście najlepszych gier cRPG wszech czasów.
Stace Harman z Eurogamera stwierdził, że jest to miły powrót do gier z gatunku „dungeon crawl” z poprzednich dekad, jednak ograniczone pole działania i skupienie się na walce może odrzucić niektórych graczy. Daniel Tack z czasopisma Game Informer zauważył, że pomimo większej przystępności, gra nie jest dla wszystkich. Jednocześnie dodał, że nowi gracze zagłębią się w rozgrywkę dużo szybciej, niż w przypadku innych ostatnio wydanych produkcji. Redaktor serwisu Gry-Online, Michał Miłosz, pochwalił dobrze zaprojektowany interfejs i kreator postaci. Pozytywnie wypowiedział się także na temat zagadek umieszczonych w grze. Swoją recenzję podsumował słowami: „co by jednak nie pisać, to udany powrót starej marki, a jeżeli poważnie traktować zapowiedzi twórców o ułatwieniu zadania społeczności w tworzeniu modyfikacji, czeka mnie jeszcze nie kilkadziesiąt, ale być może i kilkaset kolejnych godzin przyzwoitej zabawy”. Brett Todd z GameSpotu określił, że zarządzanie drużyną jest bardziej wymagające niż w większości gier cRPG. Jednocześnie wypowiedział się negatywnie na temat walki. Opisał ją jako trudną, a zachowanie i umiejętności przeciwników jako frustrujące.